# رتله سوخه
رتله سوخه (به لهستانی:  Rytele Suche) یک روستا در لهستان است که در گمینا تسرانوو واقع شده‌است.